# König Albert (Schiff, 1913)
Die König Albert war das letzte Schiff der Kaiser-Klasse, einer Klasse von fünf Großlinienschiffen der Kaiserlichen Marine.

## Bau
Im Juli 1910 begann die Danziger Werft der Schichau-Werke mit dem Bau der „Ersatz Ägir“. Das Schiff stand als letztes seiner Klasse am 27. April 1912 zum Stapellauf bereit. Nach einer Taufrede des sächsischen Königs Friedrich August III. taufte seine Schwester, Prinzessin Mathilde von Sachsen, den Neubau auf den Namen ihres 1902 gestorbenen Onkels Albert. Der weitere Ausbau des Linienschiffs ging zügig voran.

## Friedenszeit

Tag der offenen Tür: Besichtigung der König Albert im Hafen von Valparaíso (April 1914)

Die König Albert wurde am 31. Juli 1913 in Dienst gestellt. Ebenso wie ihre Schwesterschiffe – mit Ausnahme der Friedrich der Große, die als Flottenflaggschiff fungierte – gehörte die König Albert zum III. Geschwader der Hochseeflotte. Da die Schiffe der Kaiser-Klasse als erste deutsche Großkampfschiffe über einen Turbinenantrieb verfügten, sollte deren Leistungsfähigkeit und Betriebssicherheit unter Dauerbelastung festgestellt werden. Ende des Jahres 1913 wurde die König Albert daher mit der Kaiser sowie dem Kleinen Kreuzer Straßburg zur so genannten „Detachierten Division“ zusammengefasst. Der Verband lief am 9. Dezember 1913 aus Wilhelmshaven aus. Die Reise führte zunächst nach Kamerun und Deutsch-Südwestafrika, womit diese Kolonien erstmals von deutschen Großkampfschiffen angelaufen wurden. Anschließend wurden Häfen in Brasilien, Argentinien, Uruguay und Chile besucht. Die Straßburg wurde schließlich nach Mittelamerika entlassen, während die beiden Linienschiffe über Funchal und Vigo in die Heimat zurückkehrten und am 17. Juni 1914 in Kiel eintrafen. Die Turbinen der Schiffe hatten der Beanspruchung auch im tropischen Klima ohne Zwischenfälle standgehalten.

## Einsatz im Ersten Weltkrieg

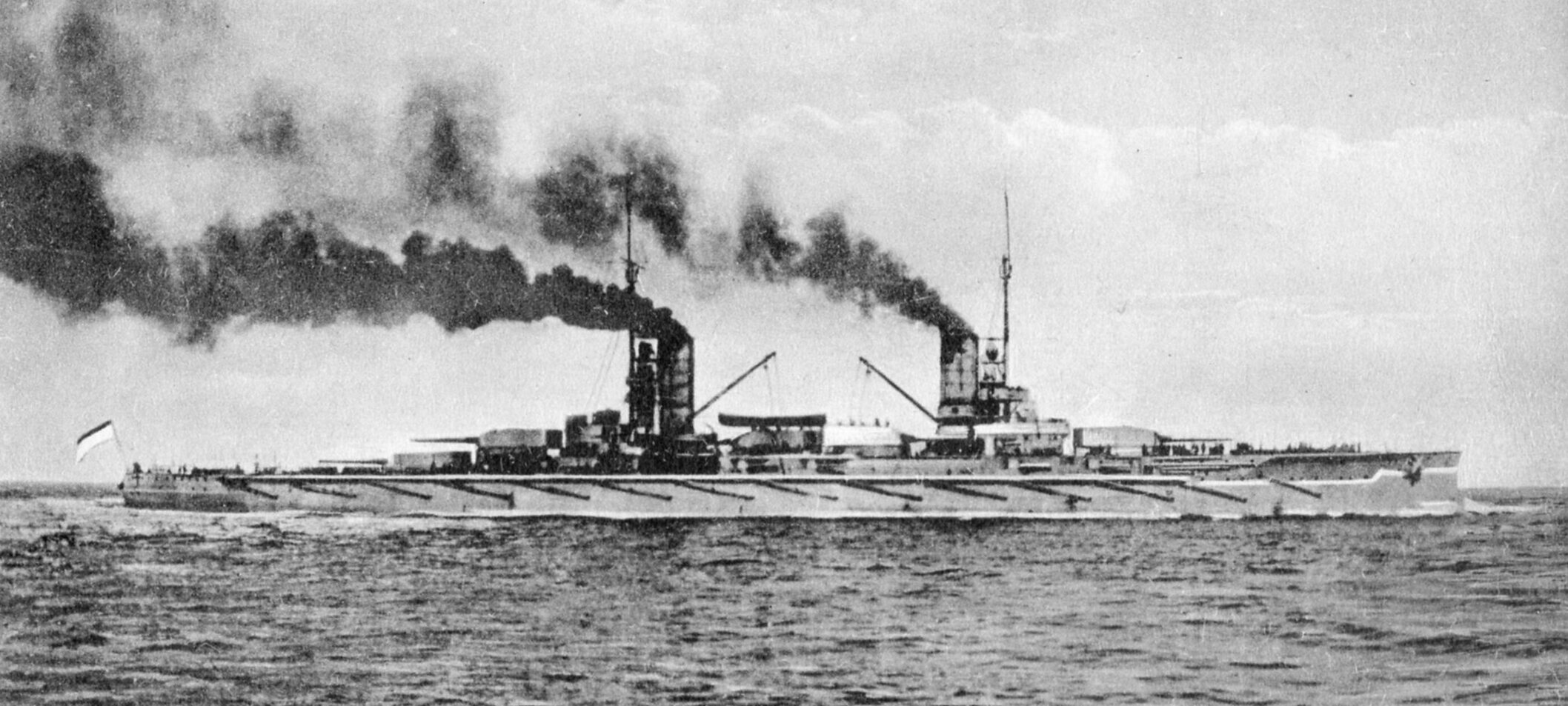
Die König Albert auf einer Feldpostkarte

Nach Ausbruch des Ersten Weltkrieges wurde die König Albert zunächst im Bereitschafts-, Vorposten- und Sicherungsdienst in der Deutschen Bucht eingesetzt. Vom 2. bis 4. November sowie am 15. und 16. Dezember 1914 nahm das Schiff an Flottenvorstößen teil, die beide nicht zu einer Gefechtsberührung führten. Weitere Einsätze folgten im Jahr 1915, jedoch blieben auch diese ohne Feindkontakt.
Nachdem Vizeadmiral Reinhard Scheer im Januar 1916 Chef der Hochseeflotte geworden war, wurde diese verstärkt offensiv eingesetzt. Es folgten Flottenunternehmungen vom 5. bis 7. sowie am 26. März, vom 22. bis 23. und schließlich vom 24. bis 25. April. Anschließend wurde für die König Albert ein Aufenthalt an der Kaiserlichen Werft Wilhelmshaven nötig, um die drei Hauptkondensatoren neu berohren zu lassen. Diese hatten mehrfach zu Maschinenstörungen geführt. Aufgrund dessen nahm das Linienschiff als einziges seiner Klasse nicht an der Skagerrakschlacht teil.
Für die vom 18. bis 20. August und am 19. und 20. Oktober stattfindenden Flottenvorstöße stand die König Albert wieder bereit. Als das Schiff nach der Durchführung von Übungen in der Ostsee wieder auf dem Rückweg in die Nordsee war, wurde es mit dem III. Geschwader am 4. November auf die Höhe von Bovbjerg befohlen, wo U 20 und U 30 festgekommen waren. Während dieser Unternehmung erhielten die Großer Kurfürst und die Kronprinz jeweils einen Torpedotreffer, die König Albert blieb demgegenüber unbeschädigt. Am 6. November erreichten die Schiffe den Jadebusen.
Die König Albert wurde am 1. Dezember dem IV. Geschwader zugeteilt, das aus den Schiffen der Kaiser-Klasse gebildet wurde. Vom 18. August 1917 an führte die Kaiserliche Werft Kiel Instandsetzungsarbeiten an der König Albert durch. Nach deren Abschluss am 23. September lief das Schiff in die östliche Ostsee aus, um an dem Unternehmen Albion teilzunehmen. Bis zum 10. Oktober lag die König Albert in der Putziger Wiek und lief dann zu den baltischen Inseln aus. Am 12. Oktober wurden gemeinsam mit der Friedrich der Große Ziele auf Sworbe, am 14. und 15. Oktober die Batterie Zerel beschossen. Am 14. und erneut am 16. Oktober wurde die König Albert dabei erfolglos von einem U-Boot torpediert. Nachdem es am 16. Oktober zur Putziger Wiek zurückgekehrt war, um zu kohlen, wurde das Schiff zwei Tage später auf dem erneuten Marsch zu den baltischen Inseln vom Chef des Sonderverbandes, Vizeadmiral Ehrhard Schmidt, entlassen und lief über Putzig nach Kiel, das es am 23. Oktober erreichte.
Am 2. und 3. November war die König Albert als Flaggschiff des 2. Admirals der I. Aufklärungsgruppe, Vizeadmiral Friedrich Boedicker, in der Deutschen Bucht unterwegs. An diesem Vorstoß waren außerdem die Kaiserin, die Nassau, die Rheinland und die Derfflinger beteiligt.
Während des Jahres 1918 sind für die König Albert keine besonderen Vorkommnisse zu verzeichnen. Für die Ende Oktober geplante Flottenoperation stand das Schiff bereit. Aufgrund der ausbrechenden Meuterei an Bord der Helgoland und der Thüringen wurde diese jedoch am 30. Oktober aufgegeben. Die König Albert war anschließend bis zum 10. November im Vorpostendienst tätig und lief an diesem Tag in Wilhelmshaven ein. Gleichzeitig wurde auch auf ihr die rote Flagge gesetzt.

## Verbleib
Die König Albert gehörte zu den laut Waffenstillstandsabkommen zu internierenden Schiffen. Sie wurde abgerüstet und verließ am 19. November 1918 gemeinsam mit dem Überführungsverband Wilhelmshaven und erreichte zwei Tage später den Firth of Forth. Am 25. November wurde die Fahrt nach Scapa Flow fortgesetzt. Dort verblieb das Schiff mit anfangs noch 175 Mann Besatzung, deren Zahl am 17. Juni 1919 nochmals reduziert wurde.
Da Konteradmiral Ludwig von Reuter, Befehlshaber der internierten Schiffe, von britischer Seite nur spärlich mit Nachrichten versorgt wurde und ohne Kontakt zur Reichsregierung war, ging er von einer deutschen Ablehnung des Vertrags von Versailles aus. Dies hätte eine Wiederaufnahme der Kriegshandlungen bedeutet. Um die deutschen Schiffe nicht kampflos in britische Hände fallen zu lassen, befahl von Reuter am 21. Juni die Selbstversenkung. Die König Albert kenterte um 12:54 Uhr, nachdem die Besatzung die Seeventile geöffnet hatte und von Bord gegangen war. Ihre Hebung gelang am 31. Juli 1935. Das Wrack wurde nach Rosyth geschleppt und dort im Lauf des Jahres 1936 abgewrackt.

## Kommandanten

Die Kommandanten der „Detachierten Division“ am 4. April 1914 in Valparaíso, Chile, v. l. n. r.: Fregattenkapitän Heinrich Retzmann (Straßburg), Kapitän zur See Karl Thorbecke (König Albert) und Kapitän zur See Adolf von Trotha (Kaiser).

| 31. Juli 1913 bis Juli 1917           | Kapitän zur See Karl Thorbecke (†)               |
| Juli 1917                             | Kapitän zur See Heinrich Löhlein (in Vertretung) |
| Juli bis August 1917                  | Korvettenkapitän Ernst Arnold (in Vertretung)    |
| 3. – 24. August 1917                  | Kapitän zur See Ernst Ewers                      |
| August bis September 1917             | Korvettenkapitän Paul Globig (in Vertretung)     |
| September bis November 1917           | Kapitän zur See Eduard Varrentrapp               |
| 1. Dezember 1917 bis 3. Dezember 1918 | Kapitän zur See Ernst Ewers                      |
| 4. Dezember 1918 bis 21. Juni 1919    | Korvettenkapitän Ferdinand Boehmer               |

## Bekannte Besatzungsangehörige
- Gerhard Wagner (1898–1987), war von 1961 bis 1962 als Konteradmiral Commander Naval Forces Baltic Approaches (COMNAVBALTAP)